# Phaeoscincus
Genre
Phaeoscincus est un genre de sauriens de la famille des Scincidae.

## Répartition
Les deux espèces de ce genre sont endémiques de Nouvelle-Calédonie.

## Liste des espèces
Selon The Reptile Database (11 septembre 2015) :
- Phaeoscincus ouinensis Sadlier, Shea & Bauer, 2014
- Phaeoscincus taomensis Whitaker, Smith & Bauer, 2014

## Publication originale
- Sadlier, Bauer, Smith, Shea & Whitaker, 2014 : High elevation endemism on New Caledonia's ultramafic peaks - a new genus and two new species of scincid lizard. Memoires du Museum National d'Histoire Naturelle, vol. 206, p. 115-125.